# Europaspiele 2023/Teilnehmer (Estland)
| Gelbes Symbol für Goldmedaillen mit stilisierten Olympischen Ringen | Graues Symbol für Silbermedaillen mit stilisierten Olympischen Ringen | Braundes Symbol für Bronzemedaillen mit stilisierten Olympischen Ringen |
| ------------------------------------------------------------------- | --------------------------------------------------------------------- | ----------------------------------------------------------------------- |
| 2                                                                   | 1                                                                     | —                                                                       |

Estland nahm mit 106 Athleten an den Europaspielen 2023 in Krakau teil.

## Medaillengewinner
| Name/n                       | Sportart       | Wettkampf                        |
| ---------------------------- | -------------- | -------------------------------- |
| Gold                         |                |                                  |
| Lisell Jäätma / Robin Jäätma | Bogenschießen  | Compoundbogen Mixed Mannschaft   |
| Astrid Grents                | Muay Thai      | Leichtgewicht Frauen (bis 60 kg) |
| Silber                       |                |                                  |
| Rasmus Mägi                  | Leichtathletik | 400 m Hürden                     |

## Teilnehmer nach Sportarten

### Badminton
- Karl Kert
- Kristin Kuuba
- Kati-Kreet Marran
- Helina Ruutel

### 3×3 Basketball
| Wettbewerb    | Männer                                               | Frauen                                                 |
| ------------- | ---------------------------------------------------- | ------------------------------------------------------ |
| Athleten      | Hendrik Eelmäe Robin Kivi Oliver Metsalu Jaan Puidet | Sofia Kosareva Annika Köster Kadri-Ann Lass Marie Sepp |
| Gruppenphase  | Serbien 17:16 Polen 17:21 Deutschland 20:18          | Litauen 16:21 Ukraine 14:13 Polen 15:16                |
| Viertelfinale | ausgeschieden                                        | ausgeschieden                                          |
| Halbfinale    | ausgeschieden                                        | ausgeschieden                                          |
| Bronze/Finale | ausgeschieden                                        | ausgeschieden                                          |
| Rang          | 9                                                    | 11                                                     |

### Bogenschießen
- Lisell Jäätma
- Robin Jäätma
- Reena Pärnat

### Boxen
- Stiven Aas
- Pavel Kamanin
- Semjon Kamanin
- Allan Morozov
- Kirill Serikov

### Fechten
- Nelli Differt
- Irina Embrich
- Ruslan Eskov
- Erika Kirpu
- Kristina Kuusk
- Sten Priinits
- Juri Salm
- Erik Tobias

### Kanu

#### Kanurennsport
- Joosep Karlson
- Kevin Poljans

### Leichtathletik
| Team    | Wettbewerb  | Wettbewerb | Punkte | Punkte | Punkte | Punkte | Punkte | Punkte | Punkte     | Punkte    | Punkte    | Punkte      | Punkte           | Punkte      | Punkte    | Punkte     | Punkte     | Punkte         | Punkte     | Punkte     | Punkte     | Punkte | Rang |
| Team    | Wettbewerb  | Wettbewerb | 100 m  | 200 m  | 400 m  | 800 m  | 1500 m | 5000 m | 110 m Hü.* | 400 m Hü. | 4 × 100 m | 4 × 400 m** | 3000 m Hindernis | Kugelstoßen | Speerwurf | Hammerwurf | Diskuswurf | Stabhochsprung | Hochsprung | Dreisprung | Weitsprung | Gesamt | Rang |
| ------- | ----------- | ---------- | ------ | ------ | ------ | ------ | ------ | ------ | ---------- | --------- | --------- | ----------- | ---------------- | ----------- | --------- | ---------- | ---------- | -------------- | ---------- | ---------- | ---------- | ------ | ---- |
| Estland | 2. Division | Männer     | 15     | 12     | 3      | 2      | 2      | 9      | 8          | 16        | 13        | 11          | 4                | 10          | 6         | 14         | 0          | 14             | 9,5        | 9          | 7          | 298,50 | 11   |
| Estland | 2. Division | Frauen     | 10     | 9      | 5      | 6      | 7      | 4      | 8          | 0         | 13        | 11          | 11               | 11          | 15        | 10         | 7          | 0              | 9          | 4          | 5          | 298,50 | 11   |

* Die Frauen traten über 100 m Hürden, statt 110 m Hürden an.
** Die 4 × 400 m waren ein Mixed-Wettkampf.

#### Einzelresultate
| Wettbewerb       | Männer                                                    | Männer       | Männer | Männer      | Frauen                                                 | Frauen          | Frauen | Frauen      |
| Wettbewerb       | Athlet                                                    | Ergebnis     | Rang   | Rang Gesamt | Athletin                                               | Ergebnis        | Rang   | Rang Gesamt |
| ---------------- | --------------------------------------------------------- | ------------ | ------ | ----------- | ------------------------------------------------------ | --------------- | ------ | ----------- |
| 100 m            | Karl Erik Nazarov                                         | 10,29 s      | 02     | 07          | Õilme Võro                                             | 11,65 s         | 07     | 23          |
| 200 m            | Karl Erik Nazarov                                         | 20,94 s PB   | 05     | 13          | Ann Marii Kivikas                                      | 23,55 s         | 08     | 21          |
| 400 m            | Lukas Lessel                                              | 48,02 s      | 14     | 35          | Viola Hambidge                                         | 55,22 m PB      | 12     | 31          |
| 800 m            | Jake Patrick Bagge                                        | 1:51,14 min  | 15     | 33          | Helin Meier                                            | 2:06,00 min SB  | 11     | 29          |
| 1500 m           | Deniss Šalkauskas                                         | 3:49,76 min  | 15     | 36          | Helin Meier                                            | 4:25,24 min PB  | 10     | 26          |
| 5000 m           | Leonid Latsepov                                           | 14:08,73 min | 08     | 18          | Jekaterina Patjuk                                      | 17:12,75 min SB | 13     | 32          |
| 110/100 m Hürden | Kenro Tohter                                              | 14,08 s PB   | 09     | 23          | Diana Suumann                                          | 13,30 s         | 09     | 19          |
| 400 m Hürden     | Rasmus Mägi                                               | 48,63 s SB   | 01     | Silber      | Marielle Kleemeier                                     | DSQ             | DSQ    | DSQ         |
| 3000 m Hindernis | Kalev Hõlpus                                              | 9:19,90 min  | 13     | 33          | Laura Maasik                                           | 10:05,91 min    | 06     | 18          |
| 4 × 100 m        | Henri Sai Reimo Sepp Ken-Mark Minkovski Karl Erik Nazarov | 39,68 s SB   | 04     | 16          | Miia Ott Diana Suumann Kreete Verlin Ann Marii Kivikas | 44,21 s NR      | 04     | 13          |
| Kugelstoßen      | Jander Heil                                               | 18,87 m      | 07     | 22          | Kätlin Piirimäe                                        | 14,53 m         | 06     | 23          |
| Speerwurf        | Kunnar Erich Viisel                                       | 69,70 m SB   | 11     | 24          | Gedly Tugi                                             | 60,19 m PB      | 02     | 04          |
| Hammerwurf       | Adam Kelly                                                | 73,08 m SB   | 03     | 07          | Anna Maria Orel                                        | 63,52 m         | 07     | 20          |
| Diskuswurf       | Kevin Sakson                                              | NM           | NM     | NM          | Hanna-Maria Kupper                                     | 48,57 m SB      | 10     | 27          |
| Stabhochsprung   | Eerik Haamer                                              | 5,30 m       | 03     | 15          | Marleen Mülla                                          | NM              | NM     | NM          |
| Hochsprung       | Hendrik Lillemets                                         | 2,11 m SB    | 07     | =18         | Elisabeth Pihela                                       | 1,84 m          | 08     | 18          |
| Dreisprung       | Viktor Morozov                                            | 15,23 m      | 08     | 22          | Daria O’Konnel-Bronin                                  | 12,48 m         | 13     | 32          |
| Weitsprung       | Henrik Kutberg                                            | 7,28 m SB    | 10     | 28          | Kreete Verlin                                          | 5,94 m SB       | 12     | 30          |

| Wettbewerb | Mixed                                                      | Mixed          | Mixed | Mixed       |
| Wettbewerb | Athleten                                                   | Ergebnis       | Rang  | Gesamt Rang |
| ---------- | ---------------------------------------------------------- | -------------- | ----- | ----------- |
| 4 × 400 m  | Lukas Lessel Viola Hambidge Rasmus Mägi Marielle Kleemeier | 3:19,47 min NR | 6     | 19          |

Ersatz: Tähti Alver, Rauno Kirschbaum, Magnus Kirt, Kelly Nevolihhin, Sten Sepp, Grit Šadeiko

### Moderner Fünfkampf
- Johanna Jõgisu
- Carl Kallaste

### Padel
| Athleten               | Wettbewerb | 1. Runde                             | 1. Runde | Achtelfinale  | Achtelfinale  | Viertelfinale | Viertelfinale | Halbfinale    | Halbfinale    | Finale        | Finale        | Rang |
| Athleten               | Wettbewerb | Gegner                               | Erg.     | Gegner        | Erg.          | Gegner        | Erg.          | Gegner        | Erg.          | Gegner        | Erg.          | Rang |
| ---------------------- | ---------- | ------------------------------------ | -------- | ------------- | ------------- | ------------- | ------------- | ------------- | ------------- | ------------- | ------------- | ---- |
| Frauen                 |            |                                      |          |               |               |               |               |               |               |               |               |      |
| Emily Hang Nora Leinus | Doppel     | Aleksandra Rosolska Zofia Piórkowska | 0:2      | ausgeschieden | ausgeschieden | ausgeschieden | ausgeschieden | ausgeschieden | ausgeschieden | ausgeschieden | ausgeschieden | =17  |
| Männer                 |            |                                      |          |               |               |               |               |               |               |               |               |      |
| Siim Tuus Erko Nigula  | Doppel     | Adrien Maigret Benjamin Tison        | 0:2      | ausgeschieden | ausgeschieden | ausgeschieden | ausgeschieden | ausgeschieden | ausgeschieden | ausgeschieden | ausgeschieden | =17  |

### Radsport

#### BMX-Freestyle
| Athleten      | Wettbewerb | Qualifikation | Qualifikation | Finale        | Finale        | Rang |
| Athleten      | Wettbewerb | Punkte        | Rang          | Punkte        | Rang          | Rang |
| ------------- | ---------- | ------------- | ------------- | ------------- | ------------- | ---- |
| Frauen        |            |               |               |               |               |      |
| Liis Lokk     | Park       | 38,25         | 11            | 30,66         | 11            | 11   |
| Männer        |            |               |               |               |               |      |
| Kristen Põder | Park       | 31,66         | 28            | ausgeschieden | ausgeschieden | 28   |
| Sander Saard  | Park       | DNS           | DNS           | ausgeschieden | ausgeschieden | DNS  |

#### Mountainbike
- Janika Lõiv
- Mari-Liis Mõttus
- Merili Sirvel
- Kirill Tarassov
- Josten Vaidem

### Schießen
- Peeter Jürisson
- Kristina Kiisk
- Meelis Kiisk
- Andres Kull
- Peeter Olesk
- Fred Raukas
- Katrin Smirnova
- Nemo Tabur

### Skispringen
- Artti Aigro
- Andero Kapp
- Kevin Maltsev
- Kaimar Vagul

### Synchronschwimmen
- Ksenija Grabtsuk
- Maria Rudits

### Tischtennis
- Airi Avameri
- Reelica Hanson

### Triathlon
- Kaidi Kivioja
- Henry Räppo
- Johannes Sikk